# Hiperpowierzchnia
Hiperpowierzchnia – pojęcie z zakresu geometrii wielowymiarowej, uogólnienie pojęcia hiperpłaszczyzny. Hiperpowierzchnia to rozmaitość {\displaystyle n-1} wymiarowa zanurzona w przestrzeni będącej rozmaitością {\displaystyle n}-wymiarową, czyli podrozmaitość o kowymiarze 1.
Hiperpowierzchnie często pojawiają się w geometrii analitycznej jako rozwiązania równań typu {\displaystyle F(x_{1},x_{2},\dots ,x_{n})=0}.
W przypadku, gdy równanie to jest liniowe, tzn. ma postać:
{\displaystyle a_{0}+a_{1}\cdot x_{1}+a_{2}\cdot x_{2}+\ldots +a_{n}\cdot x_{n}=0,}
hiperpowierzchnię nazywa się hiperpłaszczyzną.